# Ines Bolla
Ines Bolla (Olivone, 7 april 1886 - Lugano, 2 februari 1953) was een Zwitserse feministe.

## Biografie
Ines Bolla was een dochter van Plinio Bolla en een zus van Analdo Plinio, Fulvio Plinio en Plinio Plinio. Hij was een tante van Ferruccio Bolla. Ze studeerde aan de normaalschool van Locarno studeerde ze tot 1904 pedagogie in Genève. Vervolgens gaf ze lessen Frans, geschiedenis en aardrijkskunde aan de middelbare school en de normaalschool van Locarno, en later aan de meisjesberoepsschool van Locarno, die ze vanaf 1919 zou leiden.
Bolla zette zich in voor de professionele en culturele ontplooiing van vrouwen, ook op onderwijsvlak. Zo richtte ze het Lyceum della Svizzera Italiana op en schreef ze verscheidene artikels waarin ze pleitte voor een beter onderwijs voor vrouwen. Ze zetelde ook in het comité dat in 1928 de Schweizerische Ausstellung für Frauenarbeit (SAFFA) zou inrichten. Samen met Francesco Chiesa was ze actief binnen de cultuurkring van het kanton Ticino. Daarnaast werkte ze voor de radio en voor verscheidene kranten. Ze was van 1934 tot 1949 de eerste erevoorzitster van de crèche van Lugano.

## Trivia

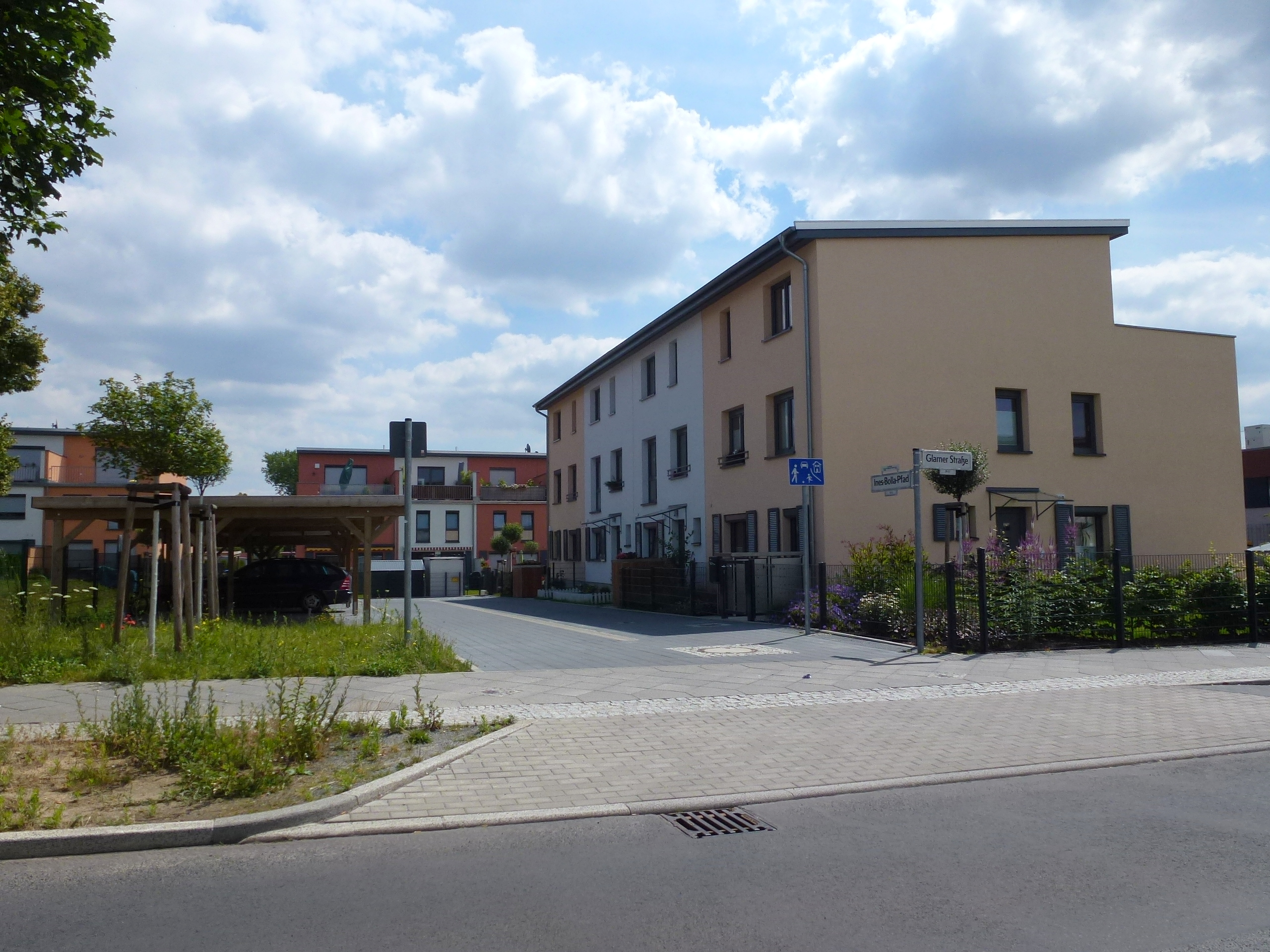
Straatzicht van het Ines-Bolla-Pfad, 2014.

- In de Berlijnse buitenwijk Berlin-Lichterfelde is een kleine straat naar haar vernoemd, het Ines-Bolla-Pfad.